# Durand de Gloucester
Durand de Gloucester (Latín medieval: Durandus de Glowec, m. 1096) fue un noble caballero anglonormando, sheriff de Gloucester en 1086, responsable de mantener el orden y recaudar impuestos para la corona y feudatario mayor de Guillermo el Conquistador con 63 propiedades según el Libro Domesday (1086). Fue heredero de su hermano Roger de Pitres (fallecido antes de 1083), sheriff de Gloucestershire desde aproximadamente 1071. A su muerte alrededor de 1096, la heredad pasó a su sobrino Walter de Gloucester (hijo de Roger). Durand representa la familia que obtuvo el primer señorío de Hereford. Fue uno de los tres grandes benefactores de la abadía de San Pedro en Gloucester junto a Walter de Lacy y Roger de Berkeley. Tanto Durand como su hermano Roger de Pitres fueron enterrados en la abadía de San Pedro.